# Bisogna scrivere
Bisogna scrivere è un singolo del rapper italiano Fabri Fibra, il quarto estratto dal settimo album in studio Guerra e pace e pubblicato il 18 ottobre 2013.

## La canzone
Seconda traccia di Guerra e pace, il ritornello di Bisogna scrivere contiene una citazione tratta dal testo del brano Baudelaire dei Baustelle, presente nell'album Amen del 2008.